# Теодор Рьотке
Теодор Хюбнер Рьотке (на английски: Theodore Huebner Roethke) е американски поет.

## Биография
Ражда се на 25 май 1908 г. в Сагъно, щата Мичиган в семейство на германски имигранти. Получава бакалавърска степен в Мичиганския университет (1936), а магистърска степен в Харвард. В края на 1930-те години започва да преподава английска и американска литература в различни университети и колежи в САЩ, завършвайки преподавателската си кариера във Вашингтонския университет (Сиатъл). Стиховете, които пише през 1930-те години, включва в книгата си „Отворен дом“ (на английски: Open House, 1941). Стихосбирката веднага получава одобрението на критиката и признанието на публиката.
Сред десетте му стихосбирки, три от които излизат след смъртта му, най-известни са книгите „Пробуждане“ (The Waking: Poems, 1933 – 1953), за която е удостоен с награда Пулицър (1954), и „Аз съм!, рече Агнецът“ (I am! Says the Lamb, 1961). Два пъти е носител и на ежегодната National Book Award for Poetry – през 1959 г. за Words for the Wind и посмъртно през 1965 г. за The Far Field.
Умира на 1 август 1963 г. в Бейнбридж Айланд, щата Вашингтон.

### На български
- Тъмна светлина. Поезия. Двуезично издание. Превод от английски Христина Керанова. ИК „Знаци“, Бургас, 2016.[4]